# Павлов, Пётр Петрович (фотограф)
Пётр Петро́вич Па́влов (1860, дер. Фёдоровская, Петрозаводский уезд, Олонецкая губерния, Российская империя — 1924, Хомяки, Московская губерния, СССР) — русский фотограф, владелец фотоателье и фототипии. Творческое наследие Павлова включает в себя фотографические портреты, театральные снимки, фотографии сцен городской жизни и праздников, виды русских городов и усадеб. Оно сохранилось в крупнейших собраниях страны — Государственном историческом музее, Эрмитаже, Театральном музее имени Бахрушина, музее Москвы, Российской Государственной библиотеки и других.

## Биография
Пётр Павлов родился в семье государственных крестьян в 1860 году в деревне Фёдоровская Петрозаводского уезда Олонецкой губернии (ныне — Прионежский район Республики Карелия).
Более 10 лет (примерно в 1880—1890 годах) работал в фотоателье «Шерер, Набгольц и К°», принадлежавшем фотографу Альберту Мею. В его мастерской печатали снимки литографическим способом. В 1887 году женился на Евгении Алексеевне Саврасовой, дочери известного русского художника Алексея Кондратьевича Саврасова. Венчание состоялось 19 (31) августа в Москве в церкви Ермолая Священномученика на Большой Садовой улице. В мае 1888 года в семье Павловых родился старший сын — Борис.

### Карьера фотографа
19 сентября (1 октября) 1891 года Пётр Павлов открыл свое фотоателье. Оно располагалось на Мясницкой улице в доме Вятского архиерейского подворья (современный адрес — Мясницкая улица, 10, стр. 1). С 1891 года с ним работает его младший брат — Ефим Петрович Павлов. В 1894 году Пётр Павлов становится членом Русского фотографического общества (РФО). В 1896 году Павлов был аккредитован на коронационных торжествах. В этом же году был экспонентом двух фотографических выставок: выставка РФО в Москве и Всероссийская промышленная и художественная выставка в Нижнем Новгороде. И в Москве, и в Нижнем Новгороде его фотографические работы были удостоены бронзовых медалей.
В 1880—1890 годах Петр Петрович состоял членом московского Общества искусства и литератур. В 1895—1896 годах выполнил съёмки спектаклей «Уриэль Акоста» и «Отелло» вышеупомянутого общества, а в 1898—1899 годах — спектаклей «Царь Иоанн Фёдорович», «Антигона» и «Потонувший колокол» Московского художественного театра. В 1898 году снимал открытие памятника Александру II в Кремле. С 1898 года П. П. Павлов проводит крупномасштабную съемку достопримечательных мест Москвы и её архитектурных памятников, которую продолжал все последующие годы. В конце 1890-х — начале 1900-х фотограф также получал заказы от крупных торговых фирм. Например, товарищество чайной торговли «Петра Боткина Сыновья» к столетнему юбилею фирмы заказало фототипический альбом, посвященный истории фирмы. В альбоме, изданном в 1901 году, содержались портреты основателей фирмы, групповые снимки сотрудников, офисы, здания, торговые помещения, склады.
В 1899 году в Милютинском переулке в доме Арбатской, недалеко от фотоателье, Павлов открывает ещё одно заведение — фототипию. В 1900-х годах она издавала портреты русских писателей, виды русских городов, подмосковных усадеб. В фотографии и фототипии Павлова работали и другие фотографы: с 1901 года — Николай Николаевич Боднаровский и Иван Фомич Вентцкевич; с 1902 года — Георгий Яковлевич Ильин; c 1907 год — сын Петра Петровича — Михаил.
В 1909—1910 годах в фототипии Павлова печатаются выпускные альбомы Московского университета. В 1911 году изготовлен альбом «Институт Московского дворянства для девиц благородного звания имени Императора Александра III, в память Императрицы Екатерины II». В 1912—1915 годах Московское городское управление выпустило большого формата «Альбом зданий, принадлежащих Московскому городскому общественному управлению», Т. 1 (второго тома не было), который содержал 220 фототипий, выполненных П. П. Павловым. В 1914 году в фототипии Павлова изготовлен альбом «Выпуск врачей Императорского Московского университета, 1914 г., ноябрь 15», где содержатся изображения зданий Императорского Московского университета, представлены фотопортреты профессоров и персонала, которые работали в те годы. Все модели запечатлены во время проведения операций или во время чтения лекций в аудиториях. Отдельную часть альбома составляют фотографии выпускников медицинского факультета 1914 года.

### В последние годы
С началом Первой мировой войны закончился период по-настоящему активной деятельности фотографа. Во второй половине 1910-х — начале 1920-х делами фотографической фирмы Павлова по большей части занимался его сын Михаил. В 1912—1913 годах Пётр Петрович Павлов приобрёл сельцо Анашкино около деревни Хомяки Верейского уезда Московской губернии, состоящее из жилых и хозяйственных построек с прилегающими огородами, садами, лугами, лесом, где, вероятно, он планировал обосноваться на постоянное проживание. В 1914 году Павлов переводит фотоателье с Мясницкой улицы на Петровку, где оно располагалось до 1924 года — последнего года работы фотографа. В 1924 году Петр Петрович Павлов скончался и был похоронен у деревни Хомяки около местной церкви. Неизвестно, продолжил ли работу фотоателье Михаил Павлов после смерти отца, в адресных книгах Москвы в дальнейшие годы оно не упоминается.

## Галерея
- Медный всадник на Сенатской площади на фоне Исаакиевского собора в Санкт-Петербурге
- Владимирские ворота и часовня Св. Пантелеймона Целителя в Москве
- Собор Пантелеймона Целителя в Одессе
- Собор Святого Николая и памятник Александру II в Гельсингфорсе
- Главный ярморочный дом в Нижнем Новгороде
- Общий вид набережной Архангельска
- Общий вид набережной Риги
- Общий вид Ревеля